# 6720 Gifu
6720 Gifu eller 1990 VP2 är en asteroid i huvudbältet som upptäcktes den 11 november 1990 av den japanska astronomen Tsutomu Seki vid Geisei-observatoriet. Den är uppkallad efter den japanska staden Gifu.
Asteroiden har en diameter på ungefär 21 kilometer.